# Jan van Looy

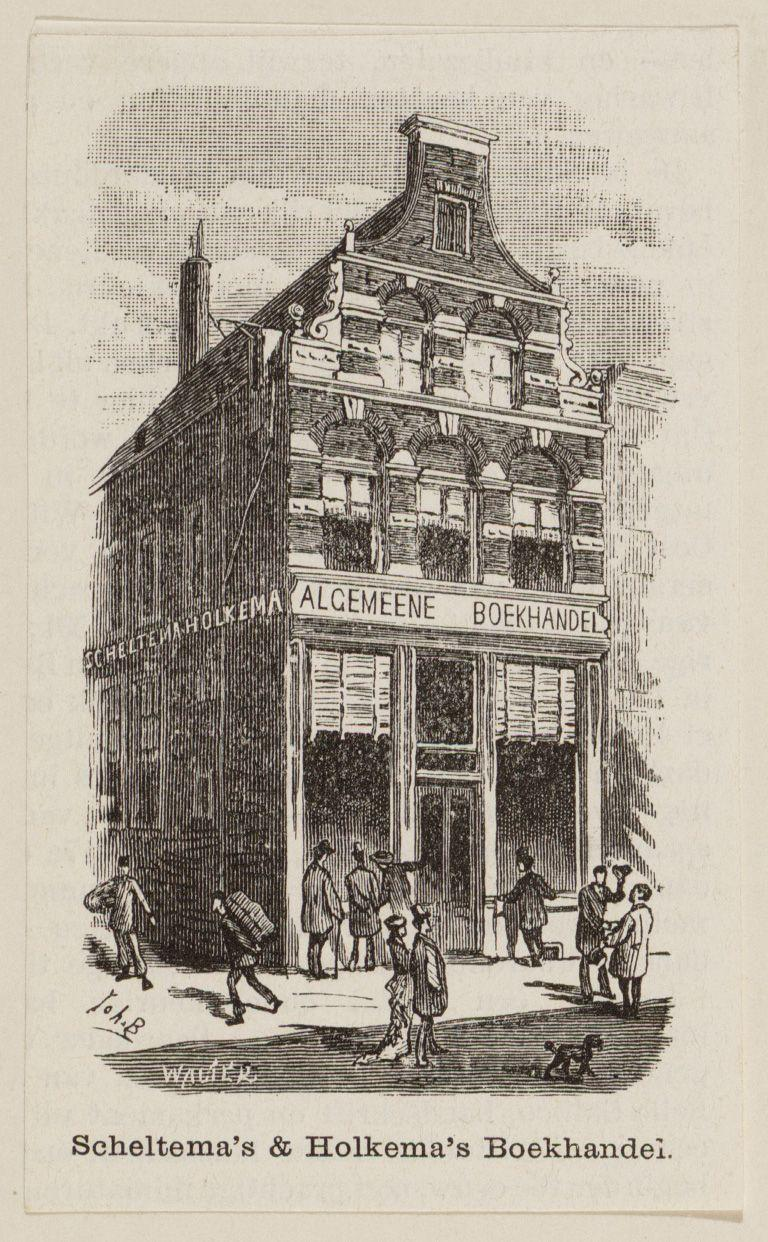
Boekhandel Scheltema, Rokin 74, Amsterdam

Jan van Looy (Haarlem, 2 januari 1852 – Kleef, 14 april 1911) was een Nederlands architect.
Hij was zoon van tekenaar Pieter van Looy en Elizabeth Smits. Hij trouwde met artsendochter Maria Agnes Carolina Frederica van der Hout. 
Hij overleed tijdens een verblijf in Kleef voor een medische behandeling.
Hij was architect te Amsterdam en was verantwoordelijk voor aan aantal gebouwen in de stad, maar was ook enige tijd secretaris van Arti et Amicitiae. 
Gebouwen uit zijn koker zijn:
- een gebouw aan het Rokin 50, gebouwd voor boekhandel Gebroeders Schröder
- een gebouw aan het Rokin 74, gebouwd voor Scheltema
- een gebouw aan het Damrak 62, verbouwd voor boekhandel Allert de Lange[2]
- een gebouw voor Mercuur Stoomdrukkerij tussen de Rustenbruger- en Kuiperstraat
- Oudezijds voorburgwal 241, later in gebruik bij het Leger des Heils
- winkels op de Heiligeweg
- Gebouw New York, hoek Keizersgracht 455, Leidsestraat; het Metz & Co-gebouw
- een gebouw aan de Binnen-Amstel voor de Gebroeders Manus
- een deel van Theater Frascati aan de Nes
- drie villa’s in Hilversum
- Woonblok Maatschappij voor Volkswoningen in Amsterdam Oud-West

Een van zijn laatste scheppingen was het gebouw Eikenplein 2-22 voor de Elisabeth Otter-Knoll-Stichting, het was nog niet opgeleverd toen hij overleed.